# Udo (Vorname)
Udo ist ein männlicher Vorname.

## Herkunft und Bedeutung des Namens
Nebenform von Odo.

Kurzform von Personennamen, die mit „Udal-“ oder „Ul-“ beginnen, z. B. Ulrich.
Althochdeutsch oft „Besitz, Erbe“. Ursprünglich nur Kurzform von mit Ot- beginnenden Namen, später hat sich die Vorsilbe oft verselbständigt.

## Verbreitung
In Deutschland kommt der Name seit 1930 regelmäßig in den Vornamenscharts vor, er war besonders beliebt in den 1940er Jahren. In den letzten 10 Jahren wurde er circa 170 Mal vergeben. Der Name kam in der Schweiz von Mitte der 1930er bis Ende der 1970er Jahre alljährlich in der Namensgebung vor, danach nur noch selten. Von 1930 bis 2023 wurden rund 470 Jungen so genannt. In Österreich wurde der Name von 1984 bis zu den frühen 1990er Jahren jedes Jahr bei der Namenswahl berücksichtigt. Seit 2004 wird er nur noch gelegentlich vergeben. Von 1984 bis 2023 wurde er etwa 130 Mal gewählt.
Der Name belegte in Tschechien im Jahr 1941 Rang 194. In Frankreich befand sich der Name im Jahr 1944 mit Rang 407 in den Top-500. In den Ländern Dänemark, Norwegen und Schweden gilt der Name als nur mäßig beliebt. In den Niederlanden ist der Name seit 1930 fast jährlich in den Hitlisten anzutreffen. Er ist aber nicht sonderlich beliebt. Die Vergabe ist auch in Kanada nachgewiesen.

## Namensträger

### Historische Zeit
- Udo I. von der Wetterau (um 895/900–949), Graf der Wetterau und Herzog im Elsass
- Lothar Udo I. (nach 994–1057) Graf von Stade und Markgraf der Nordmark
- Udo I. von Thüringen (um 1090–1148), Bischof von Naumburg
- Udo II. von Veldenz († 1186), Bischof von Naumburg
- Lothar Udo II. (1020/30–1082) Graf von Stade und Markgraf der Nordmark
- Lothar Udo III. († 1106) Graf von Stade und Markgraf der Nordmark, siehe Grafschaft Stade #Grafen von Stade
- Udo IV. († 1130), Graf von Stade und Freckleben und Markgraf der Nordmark
- Udo IV. von Straßburg, von 950 bis 965 Bischof von Straßburg
- Udo († 1028), elbslawischer Fürst, siehe Pribignew
- Udo von Gleichen-Reinhausen (* um 1045; † 1114), von 1079 bis 1114 Bischof von Hildesheim und Graf von Reinhausen
- Udo von Nellenburg († 1078), Erzbischof von Trier (1066–1078)

### Personen der Neuzeit
Künstlername
- Udo (* 1976), flämischer Sänger, siehe Udo Mechels

Vorname
- Udo Arnold (* 1940), deutscher Historiker und Hochschullehrer
- Udo Becker (* 1957), deutscher Verkehrswissenschaftler und Hochschullehrer
- Udo Bölts (* 1966), deutscher Radrennfahrer
- Udo Di Fabio (* 1954), deutscher Jurist, Richter des Bundesverfassungsgerichts
- Udo Dirkschneider (* 1952), deutscher Sänger
- Udo Folgart (* 1956), deutscher Landwirt und Politiker (SPD)
- Udo Hempel (* 1946), deutscher Radrennfahrer
- Udo Jürgens (1934–2014), österreichischer Sänger und Komponist
- Udo van Kampen (* 1949), deutscher Journalist
- Udo Kamps (* 1959), deutscher Mathematiker, Statistiker und Hochschullehrer
- Udo Kier (* 1944), deutscher Schauspieler
- Udo Kießling (* 1955), deutscher Eishockeyspieler
- Udo Kittelmann (* 1958), deutscher Kurator, Direktor der Nationalgalerie Berlin
- Udo Kroschwald (* 1955), deutscher Schauspieler
- Udo Landbauer (* 1986), österreichischer Politiker (FPÖ)
- Udo Lattek (1935–2015), deutscher Fußballspieler und -trainer
- Udo Lielischkies (* 1953), deutscher Journalist und Fernsehmoderator
- Udo Lindenberg (* 1946), deutscher Musiker
- Udo Mark (* 1963), deutscher Motorradrennfahrer
- Udo Moll (1966–2023), deutscher Jazzmusiker und Improvisator
- Udo Münch (* 1956), deutscher Polizist, Landespolizeipräsident
- Udo Pastörs (* 1952), deutscher Politiker (Die Heimat)
- Udo Pollmer (* 1954), deutscher Lebensmittelchemiker und Sachbuchautor
- Udo Proksch (1934–2001), österreichischer Unternehmer
- Udo Raschewski, Magic Udo, deutscher Komiker, Zauberer und Schauspieler
- Udo Reiter (1944–2014), deutscher Journalist und Rundfunkintendant
- Udo Röbel (* 1950), deutscher Journalist und Autor
- Udo de Roberti-Jessen (1874–1953), deutscher Jurist und Landrat
- Udo Schaefer (1926–2019), deutscher Jurist und Bahai-Theologe
- Udo Schenk (* 1953), deutscher Schauspieler und Synchronsprecher
- Udo Siebenhandl (* 1987), österreichischer Fußballspieler
- Udo Sopp (1934–2024), deutscher evangelischer Pfarrer und Fußballfunktionär
- Udo Sprenger (* 1945), deutscher Radrennfahrer und Radsport-Funktionär
- Udo Steinbach (1943–2025), deutscher Islamwissenschaftler und Hochschullehrer
- Udo Steiner (* 1939), deutscher Jurist
- Udo Thomer (1945–2006), deutscher Volksschauspieler
- Udo Ulfkotte (1960–2017), deutscher Journalist und Publizist
- Udo Undeutsch (1917–2013), deutscher Psychologe
- Udo Vioff (1932–2018), deutscher Schauspieler
- Udo Voigt (1952–2025), deutscher Politiker (Die Heimat)
- Udo Wachtveitl (* 1958), deutscher Schauspieler
- Udo Walz (1944–2020), deutscher Friseur
- Udo Wennemuth (* 1955), deutscher Archivar und Historiker
- Udo Zimmermann (1943–2021), deutscher Komponist, Dirigent und Intendant

## Namensvarianten
Odo, Uto, Utto, Otto